# Macarena (lied)

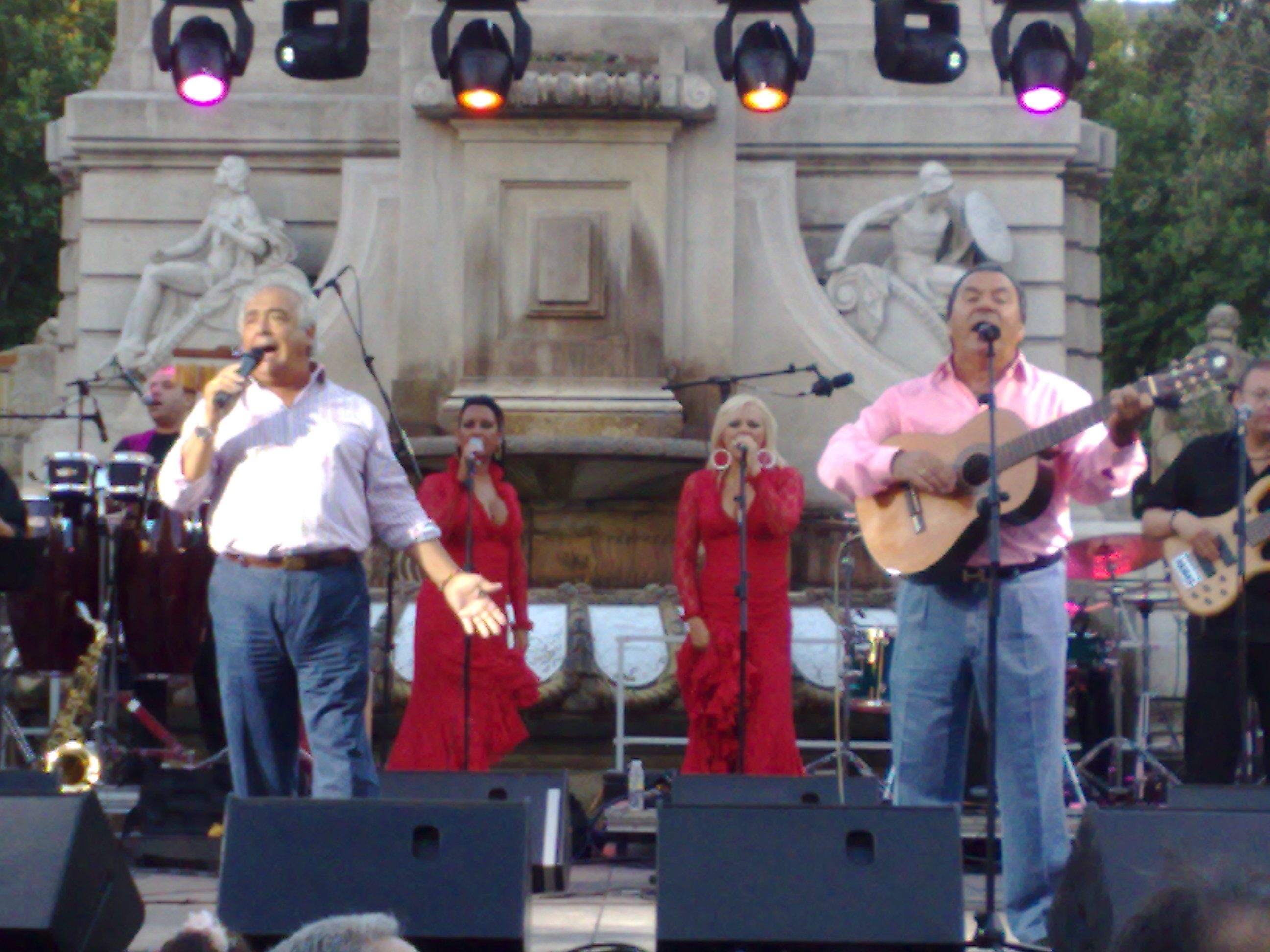
Los del Rio

Macarena is een wereldwijde nummer 1-hit van het Spaanse flamenco-duo Los del Río, bestaande uit Antonia Romero en Rafael Ruiz.

## Geschiedenis
De originele Spaanstalige versie van het lied werd uitgebracht in 1993. Het nummer belandde vervolgens in Spanje, Nederland en de Verenigde Staten in de hitlijsten. In Nederland behaalde het plaats 15 als hoogste positie in de Single Top 100 en 20 in de Nederlandse Top 40.
De Bayside Boys maakten er in 1996 een remix van. Het nummer werd van nieuwe, Engelstalige coupletten voorzien, ingezongen door Carla Vanessa, afgewisseld met het originele Spaanstalige refrein. Ook werd dance-pop-muziek toegevoegd. In deze vorm werd Macarena opnieuw uitgebracht en het werd een wereldwijde zomerhit. Het lied kwam in vele landen, waaronder Nederland en België, op de eerste plaats van de hitlijsten. De single stond 14 weken op nummer 1 op de Amerikaanse Billboard Hot 100-lijst en werd op zo'n beetje elk evenement gedraaid. Het nummer brak een record door 60 weken in de Hot 100-lijst te blijven staan.

## Tekst
Naar eigen zeggen was de tekst van het lied uit 1993 in vijf minuten geschreven. Het originele lied bezingt ene Macarena, een promiscue dame die seksueel vertier bij andere mannen zoekt wanneer haar echtgenoot het leger in gaat. In de Engelse tekst die in de versie van 1996 is toegevoegd, is Macarena nog schaamtelozer. Daarin neemt ze wraak op haar vriendje door het aan te leggen met twee vrienden van hem, wanneer hij even de stad uit is. In een andere interpretatie gaat het zelfs om een trio met zijn twee beste vrienden.
"Now, come on, what was I supposed to do? He was out of town, and his two friends were so fine." - Macarena, versie 1996
De naam van de hoofdpersoon uit het lied, Macarena, zou ofwel zijn afgeleid van María Santísima de la Esperanza Macarena (Heilige Maria van de Hoop van Macarena) ofwel ontleend zijn aan de naam van de dochter van zanger Antonia Romero, Esperanza Macarena.

## Tracklist cd-single (1996)
1. Macarena (Bayside Boys Remix) - 3:50
2. Macarena (River Re-Mix 103 BPM) - 5:02

## Tracklist cd-maxi (1996)
1. Macarena (Bayside Boys Remix) - 3:50
2. Macarena (Bass Bumpers Remix Club Mix) - 5:40
3. Macarena (Pulsar House Mix) - 5:40
4. Macarena (La Mezcla Guerrillera 130 BPM) - 5:35
5. Macarena (River Re-Mix 103 BPM) - 5:02

## Dans
Het nummer wordt geassocieerd met een specifiek dansje. Van oorsprong bestond dat dansje niet, maar een Venezolaanse flamencodocente maakte het voor haar studenten. Het werd een wereldwijde hit.
Het dansje hoort bij het refrein van het lied. De volgende stappen dienen in sequentie te worden uitgevoerd op de maat van het refrein:
- De rechterarm naar voren gestrekt, met de rug van de hand naar boven
- De linkerarm naar voren gestrekt, met de rug van de hand naar boven
- Draai de palm van de rechterhand naar boven
- Draai de palm van de linkerhand naar boven
- Leg de rechterhand op de linkerschouder
- Leg de linkerhand op de rechterschouder
- Leg de rechterhand op de achterkant van het hoofd
- Leg de linkerhand op de achterkant van het hoofd
- Leg de rechterhand op de linkerheup
- Leg de linkerhand op de rechterheup
- Leg de rechterhand op het achterwerk (rechterkant)
- Leg de linkerhand op het achterwerk (linkerkant)
- Schud met het achterwerk naar links
- Schud met het achterwerk naar rechts
- Schud met het achterwerk naar links
- Klap met de handen en draai in een hoek van 90° naar rechts

Het schudden van het achterwerk valt samen met het "Hey Macarena" in het refrein. Deze zin dient meegezongen te worden.

## Trivia
- The Chipmunks maakten een parodie op de video, net als de Animaniacs en een aantal dj's van 3FM.
- Het wereldrecord macarena-dansen werd gehouden door de St. Bede's School in Surrey, Engeland. Op 9 maart 2004 dansten 1712 leerlingen gedurende 5 minuten de macarena.[4]
- Op het Israëlische landelijke radiostation "Galatz" werd Macarena gekozen als het slechtste nummer van de jaren 90.
- Tijdens de uitzending van De Slimste Mens ter Wereld van 20 januari 2009 waagde jurylid en professor Rik Torfs zich aan het dansje.[5]

## HitnoteringMacarena
| "Macarena" in de Nederlandse Top 40 - binnen: 14-08-1993 | "Macarena" in de Nederlandse Top 40 - binnen: 14-08-1993 | "Macarena" in de Nederlandse Top 40 - binnen: 14-08-1993 | "Macarena" in de Nederlandse Top 40 - binnen: 14-08-1993 | "Macarena" in de Nederlandse Top 40 - binnen: 14-08-1993 | "Macarena" in de Nederlandse Top 40 - binnen: 14-08-1993 |
| Week                                                     | 01                                                       | 02                                                       | 03                                                       | 04                                                       |                                                          |
| -------------------------------------------------------- | -------------------------------------------------------- | -------------------------------------------------------- | -------------------------------------------------------- | -------------------------------------------------------- | -------------------------------------------------------- |
| Nummer                                                   | 29                                                       | 22                                                       | 20                                                       | 28                                                       | uit                                                      |

| Macarena in de Nederlandse Single Top 100 - binnen: 07-08-1993 | Macarena in de Nederlandse Single Top 100 - binnen: 07-08-1993 | Macarena in de Nederlandse Single Top 100 - binnen: 07-08-1993 | Macarena in de Nederlandse Single Top 100 - binnen: 07-08-1993 | Macarena in de Nederlandse Single Top 100 - binnen: 07-08-1993 | Macarena in de Nederlandse Single Top 100 - binnen: 07-08-1993 | Macarena in de Nederlandse Single Top 100 - binnen: 07-08-1993 | Macarena in de Nederlandse Single Top 100 - binnen: 07-08-1993 |
| Week                                                           | 01                                                             | 02                                                             | 03                                                             | 04                                                             | 05                                                             | 06                                                             |                                                                |
| -------------------------------------------------------------- | -------------------------------------------------------------- | -------------------------------------------------------------- | -------------------------------------------------------------- | -------------------------------------------------------------- | -------------------------------------------------------------- | -------------------------------------------------------------- | -------------------------------------------------------------- |
| Nummer                                                         | 39                                                             | 26                                                             | 19                                                             | 15                                                             | 22                                                             | 41                                                             | uit                                                            |

## HitnoteringMacarena (remix)
| "Macarena (remix)" in de Nederlandse Top 40 - binnen: 18-05-1996 | "Macarena (remix)" in de Nederlandse Top 40 - binnen: 18-05-1996 | "Macarena (remix)" in de Nederlandse Top 40 - binnen: 18-05-1996 | "Macarena (remix)" in de Nederlandse Top 40 - binnen: 18-05-1996 | "Macarena (remix)" in de Nederlandse Top 40 - binnen: 18-05-1996 | "Macarena (remix)" in de Nederlandse Top 40 - binnen: 18-05-1996 | "Macarena (remix)" in de Nederlandse Top 40 - binnen: 18-05-1996 | "Macarena (remix)" in de Nederlandse Top 40 - binnen: 18-05-1996 | "Macarena (remix)" in de Nederlandse Top 40 - binnen: 18-05-1996 | "Macarena (remix)" in de Nederlandse Top 40 - binnen: 18-05-1996 | "Macarena (remix)" in de Nederlandse Top 40 - binnen: 18-05-1996 | "Macarena (remix)" in de Nederlandse Top 40 - binnen: 18-05-1996 | "Macarena (remix)" in de Nederlandse Top 40 - binnen: 18-05-1996 | "Macarena (remix)" in de Nederlandse Top 40 - binnen: 18-05-1996 | "Macarena (remix)" in de Nederlandse Top 40 - binnen: 18-05-1996 | "Macarena (remix)" in de Nederlandse Top 40 - binnen: 18-05-1996 | "Macarena (remix)" in de Nederlandse Top 40 - binnen: 18-05-1996 | "Macarena (remix)" in de Nederlandse Top 40 - binnen: 18-05-1996 | "Macarena (remix)" in de Nederlandse Top 40 - binnen: 18-05-1996 | "Macarena (remix)" in de Nederlandse Top 40 - binnen: 18-05-1996 | "Macarena (remix)" in de Nederlandse Top 40 - binnen: 18-05-1996 | "Macarena (remix)" in de Nederlandse Top 40 - binnen: 18-05-1996 | "Macarena (remix)" in de Nederlandse Top 40 - binnen: 18-05-1996 | "Macarena (remix)" in de Nederlandse Top 40 - binnen: 18-05-1996 | "Macarena (remix)" in de Nederlandse Top 40 - binnen: 18-05-1996 | "Macarena (remix)" in de Nederlandse Top 40 - binnen: 18-05-1996 | "Macarena (remix)" in de Nederlandse Top 40 - binnen: 18-05-1996 | "Macarena (remix)" in de Nederlandse Top 40 - binnen: 18-05-1996 |
| Week                                                             | 01                                                               | 02                                                               | 03                                                               | 04                                                               | 05                                                               | 06                                                               | 07                                                               | 08                                                               | 09                                                               | 10                                                               | 11                                                               | 12                                                               | 13                                                               | 14                                                               | 15                                                               | 16                                                               | 17                                                               | 18                                                               | 19                                                               | 20                                                               | 21                                                               | 22                                                               | 23                                                               | 24                                                               | 25                                                               | 26                                                               |                                                                  |
| ---------------------------------------------------------------- | ---------------------------------------------------------------- | ---------------------------------------------------------------- | ---------------------------------------------------------------- | ---------------------------------------------------------------- | ---------------------------------------------------------------- | ---------------------------------------------------------------- | ---------------------------------------------------------------- | ---------------------------------------------------------------- | ---------------------------------------------------------------- | ---------------------------------------------------------------- | ---------------------------------------------------------------- | ---------------------------------------------------------------- | ---------------------------------------------------------------- | ---------------------------------------------------------------- | ---------------------------------------------------------------- | ---------------------------------------------------------------- | ---------------------------------------------------------------- | ---------------------------------------------------------------- | ---------------------------------------------------------------- | ---------------------------------------------------------------- | ---------------------------------------------------------------- | ---------------------------------------------------------------- | ---------------------------------------------------------------- | ---------------------------------------------------------------- | ---------------------------------------------------------------- | ---------------------------------------------------------------- | ---------------------------------------------------------------- |
| Nummer                                                           | 24                                                               | 6                                                                | 2                                                                | 1                                                                | 1                                                                | 1                                                                | 1                                                                | 2                                                                | 4                                                                | 4                                                                | 7                                                                | 10                                                               | 9                                                                | 7                                                                | 6                                                                | 10                                                               | 11                                                               | 5                                                                | 5                                                                | 7                                                                | 11                                                               | 13                                                               | 17                                                               | 17                                                               | 27                                                               | 33                                                               | uit                                                              |

| "Macarena (remix)" in de Nederlandse Single Top 100 - binnen: 18-05-1996 | "Macarena (remix)" in de Nederlandse Single Top 100 - binnen: 18-05-1996 | "Macarena (remix)" in de Nederlandse Single Top 100 - binnen: 18-05-1996 | "Macarena (remix)" in de Nederlandse Single Top 100 - binnen: 18-05-1996 | "Macarena (remix)" in de Nederlandse Single Top 100 - binnen: 18-05-1996 | "Macarena (remix)" in de Nederlandse Single Top 100 - binnen: 18-05-1996 | "Macarena (remix)" in de Nederlandse Single Top 100 - binnen: 18-05-1996 | "Macarena (remix)" in de Nederlandse Single Top 100 - binnen: 18-05-1996 | "Macarena (remix)" in de Nederlandse Single Top 100 - binnen: 18-05-1996 | "Macarena (remix)" in de Nederlandse Single Top 100 - binnen: 18-05-1996 | "Macarena (remix)" in de Nederlandse Single Top 100 - binnen: 18-05-1996 | "Macarena (remix)" in de Nederlandse Single Top 100 - binnen: 18-05-1996 | "Macarena (remix)" in de Nederlandse Single Top 100 - binnen: 18-05-1996 | "Macarena (remix)" in de Nederlandse Single Top 100 - binnen: 18-05-1996 | "Macarena (remix)" in de Nederlandse Single Top 100 - binnen: 18-05-1996 | "Macarena (remix)" in de Nederlandse Single Top 100 - binnen: 18-05-1996 | "Macarena (remix)" in de Nederlandse Single Top 100 - binnen: 18-05-1996 | "Macarena (remix)" in de Nederlandse Single Top 100 - binnen: 18-05-1996 | "Macarena (remix)" in de Nederlandse Single Top 100 - binnen: 18-05-1996 | "Macarena (remix)" in de Nederlandse Single Top 100 - binnen: 18-05-1996 | "Macarena (remix)" in de Nederlandse Single Top 100 - binnen: 18-05-1996 | "Macarena (remix)" in de Nederlandse Single Top 100 - binnen: 18-05-1996 | "Macarena (remix)" in de Nederlandse Single Top 100 - binnen: 18-05-1996 | "Macarena (remix)" in de Nederlandse Single Top 100 - binnen: 18-05-1996 | "Macarena (remix)" in de Nederlandse Single Top 100 - binnen: 18-05-1996 | "Macarena (remix)" in de Nederlandse Single Top 100 - binnen: 18-05-1996 | "Macarena (remix)" in de Nederlandse Single Top 100 - binnen: 18-05-1996 | "Macarena (remix)" in de Nederlandse Single Top 100 - binnen: 18-05-1996 |
| Week                                                                     | 01                                                                       | 02                                                                       | 03                                                                       | 04                                                                       | 05                                                                       | 06                                                                       | 07                                                                       | 08                                                                       | 09                                                                       | 10                                                                       | 11                                                                       | 12                                                                       | 13                                                                       | 14                                                                       | 15                                                                       | 16                                                                       | 17                                                                       | 18                                                                       | 19                                                                       | 20                                                                       | 21                                                                       | 22                                                                       | 23                                                                       | 24                                                                       | 25                                                                       | 26                                                                       |                                                                          |
| ------------------------------------------------------------------------ | ------------------------------------------------------------------------ | ------------------------------------------------------------------------ | ------------------------------------------------------------------------ | ------------------------------------------------------------------------ | ------------------------------------------------------------------------ | ------------------------------------------------------------------------ | ------------------------------------------------------------------------ | ------------------------------------------------------------------------ | ------------------------------------------------------------------------ | ------------------------------------------------------------------------ | ------------------------------------------------------------------------ | ------------------------------------------------------------------------ | ------------------------------------------------------------------------ | ------------------------------------------------------------------------ | ------------------------------------------------------------------------ | ------------------------------------------------------------------------ | ------------------------------------------------------------------------ | ------------------------------------------------------------------------ | ------------------------------------------------------------------------ | ------------------------------------------------------------------------ | ------------------------------------------------------------------------ | ------------------------------------------------------------------------ | ------------------------------------------------------------------------ | ------------------------------------------------------------------------ | ------------------------------------------------------------------------ | ------------------------------------------------------------------------ | ------------------------------------------------------------------------ |
| Nummer                                                                   | 22                                                                       | 5                                                                        | 2                                                                        | 1                                                                        | 1                                                                        | 1                                                                        | 1                                                                        | 3                                                                        | 3                                                                        | 4                                                                        | 7                                                                        | 11                                                                       | 9                                                                        | 8                                                                        | 6                                                                        | 7                                                                        | 9                                                                        | 8                                                                        | 7                                                                        | 6                                                                        | 6                                                                        | 13                                                                       | 15                                                                       | 20                                                                       | 22                                                                       | 36                                                                       | uit                                                                      |

| "Macarena (remix)" in de Vlaamse Ultratop 50 - binnen: 25-05-1996 | "Macarena (remix)" in de Vlaamse Ultratop 50 - binnen: 25-05-1996 | "Macarena (remix)" in de Vlaamse Ultratop 50 - binnen: 25-05-1996 | "Macarena (remix)" in de Vlaamse Ultratop 50 - binnen: 25-05-1996 | "Macarena (remix)" in de Vlaamse Ultratop 50 - binnen: 25-05-1996 | "Macarena (remix)" in de Vlaamse Ultratop 50 - binnen: 25-05-1996 | "Macarena (remix)" in de Vlaamse Ultratop 50 - binnen: 25-05-1996 | "Macarena (remix)" in de Vlaamse Ultratop 50 - binnen: 25-05-1996 | "Macarena (remix)" in de Vlaamse Ultratop 50 - binnen: 25-05-1996 | "Macarena (remix)" in de Vlaamse Ultratop 50 - binnen: 25-05-1996 | "Macarena (remix)" in de Vlaamse Ultratop 50 - binnen: 25-05-1996 | "Macarena (remix)" in de Vlaamse Ultratop 50 - binnen: 25-05-1996 | "Macarena (remix)" in de Vlaamse Ultratop 50 - binnen: 25-05-1996 | "Macarena (remix)" in de Vlaamse Ultratop 50 - binnen: 25-05-1996 | "Macarena (remix)" in de Vlaamse Ultratop 50 - binnen: 25-05-1996 | "Macarena (remix)" in de Vlaamse Ultratop 50 - binnen: 25-05-1996 | "Macarena (remix)" in de Vlaamse Ultratop 50 - binnen: 25-05-1996 | "Macarena (remix)" in de Vlaamse Ultratop 50 - binnen: 25-05-1996 | "Macarena (remix)" in de Vlaamse Ultratop 50 - binnen: 25-05-1996 | "Macarena (remix)" in de Vlaamse Ultratop 50 - binnen: 25-05-1996 | "Macarena (remix)" in de Vlaamse Ultratop 50 - binnen: 25-05-1996 | "Macarena (remix)" in de Vlaamse Ultratop 50 - binnen: 25-05-1996 | "Macarena (remix)" in de Vlaamse Ultratop 50 - binnen: 25-05-1996 | "Macarena (remix)" in de Vlaamse Ultratop 50 - binnen: 25-05-1996 | "Macarena (remix)" in de Vlaamse Ultratop 50 - binnen: 25-05-1996 | "Macarena (remix)" in de Vlaamse Ultratop 50 - binnen: 25-05-1996 | "Macarena (remix)" in de Vlaamse Ultratop 50 - binnen: 25-05-1996 | "Macarena (remix)" in de Vlaamse Ultratop 50 - binnen: 25-05-1996 |
| Week                                                              | 01                                                                | 02                                                                | 03                                                                | 04                                                                | 05                                                                | 06                                                                | 07                                                                | 08                                                                | 09                                                                | 10                                                                | 11                                                                | 12                                                                | 13                                                                | 14                                                                | 15                                                                | 16                                                                | 17                                                                | 18                                                                | 19                                                                | 20                                                                | 21                                                                | 22                                                                | 23                                                                | 24                                                                |                                                                   | 25                                                                |                                                                   |
| ----------------------------------------------------------------- | ----------------------------------------------------------------- | ----------------------------------------------------------------- | ----------------------------------------------------------------- | ----------------------------------------------------------------- | ----------------------------------------------------------------- | ----------------------------------------------------------------- | ----------------------------------------------------------------- | ----------------------------------------------------------------- | ----------------------------------------------------------------- | ----------------------------------------------------------------- | ----------------------------------------------------------------- | ----------------------------------------------------------------- | ----------------------------------------------------------------- | ----------------------------------------------------------------- | ----------------------------------------------------------------- | ----------------------------------------------------------------- | ----------------------------------------------------------------- | ----------------------------------------------------------------- | ----------------------------------------------------------------- | ----------------------------------------------------------------- | ----------------------------------------------------------------- | ----------------------------------------------------------------- | ----------------------------------------------------------------- | ----------------------------------------------------------------- | ----------------------------------------------------------------- | ----------------------------------------------------------------- | ----------------------------------------------------------------- |
| Nummer                                                            | 40                                                                | 24                                                                | 5                                                                 | 1                                                                 | 1                                                                 | 1                                                                 | 1                                                                 | 1                                                                 | 1                                                                 | 2                                                                 | 2                                                                 | 2                                                                 | 3                                                                 | 3                                                                 | 3                                                                 | 5                                                                 | 6                                                                 | 8                                                                 | 9                                                                 | 13                                                                | 22                                                                | 22                                                                | 25                                                                | 38                                                                | uit                                                               | 47                                                                | uit                                                               |

### NPO Radio 2 Top 2000
| Nummer met noteringen in de NPO Radio 2 Top 2000 | '01  | '02  |
| ------------------------------------------------ | ---- | ---- |
| Macarena                                         | 1875 | 1328 |

1. ↑  Een vetgedrukt getal geeft de hoogste notering aan.
2. ↑  2001 was het eerste jaar met een notering voor dit nummer.
3. ↑  Deze tabel is bijgewerkt tot en met de meest recente editie (2024).

## HitnoteringMacarena Christmas
| Macarena Christmas in de Nederlandse Single Top 100 - binnen: 28-12-1996 | Macarena Christmas in de Nederlandse Single Top 100 - binnen: 28-12-1996 | Macarena Christmas in de Nederlandse Single Top 100 - binnen: 28-12-1996 | Macarena Christmas in de Nederlandse Single Top 100 - binnen: 28-12-1996 | Macarena Christmas in de Nederlandse Single Top 100 - binnen: 28-12-1996 |
| Week                                                                     | 01                                                                       | 02                                                                       | 03                                                                       |                                                                          |
| ------------------------------------------------------------------------ | ------------------------------------------------------------------------ | ------------------------------------------------------------------------ | ------------------------------------------------------------------------ | ------------------------------------------------------------------------ |
| Nummer                                                                   | 31                                                                       | 33                                                                       | 50                                                                       | uit                                                                      |